# Vatroslav Lisinski
Vatroslav Lisinski (8. července 1819 Záhřeb – 31. května 1854 Záhřeb) byl chorvatský hudební skladatel. Byl jedním ze zakladatelů Illyrského národního hnutí, které obhajovalo a zdůrazňovalo význam chorvatského a obecně jihoslovanského kulturního dědictví, jako reakci na maďarizaci během období rakousko-uherské nadvlády.

## Život
Vatroslav Lisinski se narodil jako Ignatius Fuchs v německé židovské rodině.
Později si jméno změnil na Vatroslav Lisinski, což je chorvatský doslovný kalk jeho původního jména.
Lisinski složil první chorvatskou operu, Láska a zloba (Ljubav i zloba, 1846), kterou napsal na popud svého přítele a donátora Alberta Štrigy. Autorem libreta byl Janko Car. Napsal i druhou grand operu Porin (1851, autorem libreta byl taktéž přítel a chorvatský buditel Dimitrija Demeter) stejně jako četná díla pro orchestr, sbory i sólisty. Premiéry opery Porin, která se konala 2. listopadu 1897 v Chorvatském národním divadle v Záhřebu, pod dirigentskou taktovkou Nikoly Fallera, se Lisinski nedožil.
Albert Štriga Lisinskému sehnal finance na studium v Praze, kde pobýval od podzimu 1847. Soukromě zde studoval u varhaníka a skladatele Karla Pitsche a později u skladatele a ředitele pražské konzervatoře Bedřicha Kittla, u nějž se věnoval kompozici a instrumentaci. V roce 1850 zveřejnil Lisinski v Praze cyklus šesti sólových písní s názvem Šestero českých písní (Vltava, Závist, Slavíček a starost, Poustevník, Matce, Má vlast). Ve stejném roce představil i orchestrální idylku Večer. V roce 1855 bylo vydáno album s názvem Perly české, obsahující dvě jeho písně. Poté, co se Lisinski v době Bachova absolutismu vrátil do Záhřebu, trpěl materiální nouzí. Stal se členem komise Společnosti přátel hudby v Chorvatsku a Slovinsku (Društvo prijatelja glazbe u Hrvatskoj i Slavoniji), dnes Chorvatský hudební institut (Hrvatski glazbeni zavod). Nějakou dobu pracoval jako úředník u nejvyššího soudu (chorvatsky Banski stol) v Záhřebu.
Lisinski zemřel zklamaný, osamělý a téměř zcela zapomenut v Záhřebu 31. května 1854 a byl pohřben na hřbitově Mirogoj.

## Ocenění

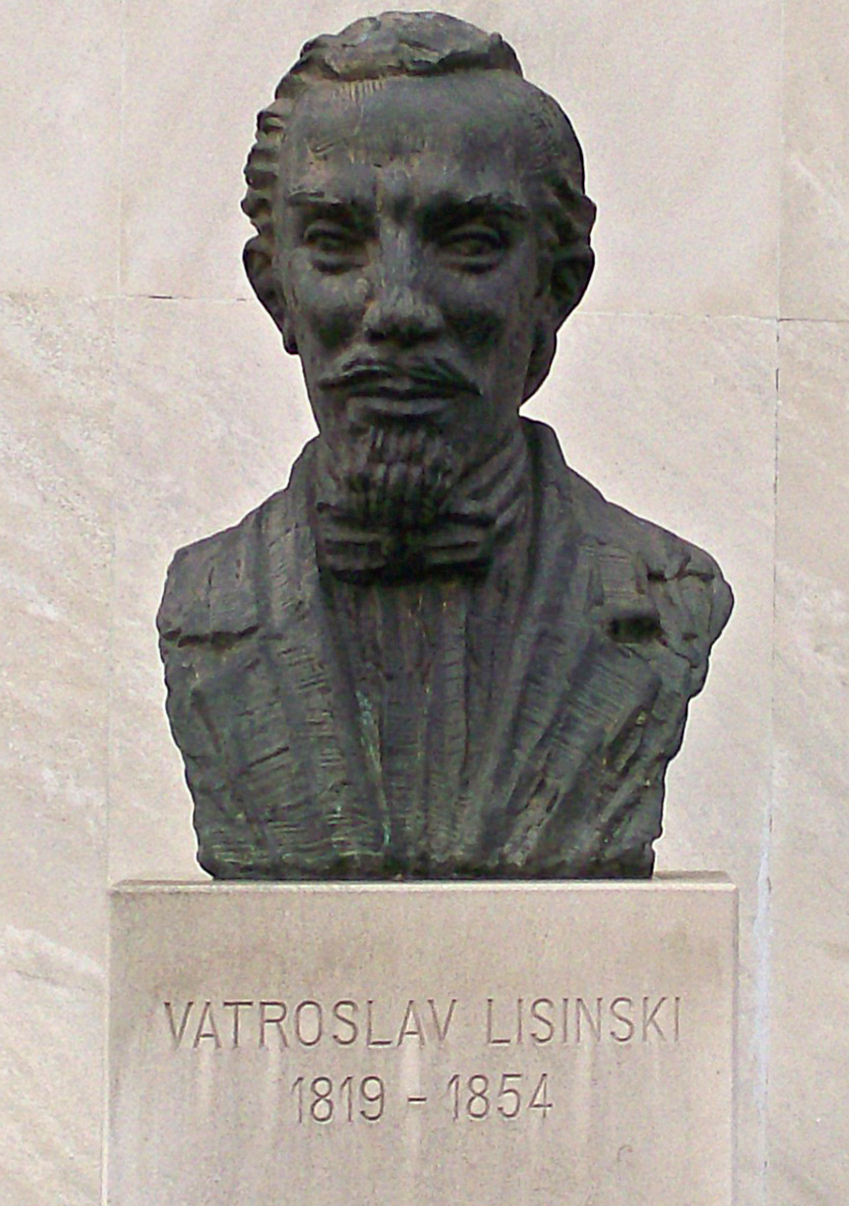
Busta Vatroslava Lisinského před koncertním sálem nesoucím jeho jméno

Jeho jméno nese Koncertní hala Vatroslava Lisinského (chorvatsky Koncertna dvorana Vatroslava Lisinskog) v Záhřebu. Mezinárodní vlak EuroNight 498/499, spojující Záhřeb a Mnichov nese jméno „Lisinski“. V anketě Největší Chorvat (chorvatsky Najveći Hrvat), kterou podle vzoru britské soutěže 100 největších Britů vyhlásil v roce 2003 chorvatský týdeník Nacional, se Vatroslav Lisinski umístil na 62. místě.

## Dílo
- Oj talasi, mili, ajte
- Prosjak
- Miruj, miruj, srce moje
- Tuga djevojke
- Moja lađa
- Putnik
- Tam gdje stoji
- Cum invocarem

### Opery
- Porin
- Ljubav i zloba